# Jerónimo Gil
Jerónimo Gil (né Jerónimo Javier Gil Manzanares le 8 juin 1973 au Venezuela), est un acteur vénézuélien. Il est connu pour son rôle d'Abel Méndez dans Mi prima Ciela.

## Biographie
Il a été en couple avec Flory Díez puis avec Flavia Gleske (en). Il a deux enfants : Allison Gil Gleske et Alan Gil Gleske.

## Carrière
Jerónimo Gil fait ses débuts d'acteur lors d'un casting de RCTV en 1998.

## Filmographie

### Telenovelas
- 1998 : Hoy te vi : Johnny Fuentes
- 1999 : Mujer secreta : Danilo Bejarano
- 2000 : Mis tres hermanas : Dr. Gustavo Martínez
- 2000 : Angélica Pecado
- 2001 : A calzón quitao : Paulino Almeida
- 2001 : Carissima : Héctor Coronel
- 2002 : Mi gorda bella : Franklin Carreño
- 2004 : ¡Qué buena se puso Lola! : Jorge (Benavides) Avellaneda
- 2006 : Por todo lo alto : Alcides Urquiaga
- 2007 : Mi prima Ciela : Abel Méndez
- 2009 : Condesa por amor : Fernando Paz-Soldán
- 2009 : Los misterios del amor : Edwin Santeliz
- 2010 : La mujer perfecta : Betulio Pimentel, dit Beto
- 2012 : Nacer contigo : Caín Bermúdez
- 2014 : La virgen de la calle : Salvador
- 2015 : Amor secreto : Edgar Ventura